# Rineke Hollemans

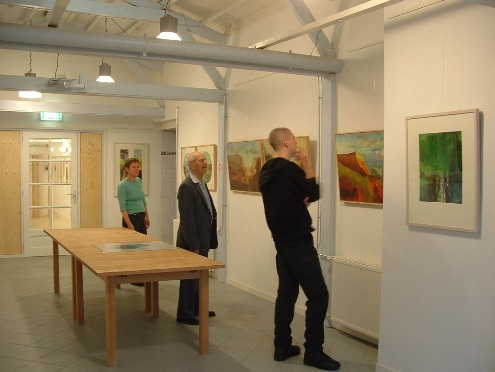
Expositie Rineke Hollemans

Rineke Hollemans (Uitgeest, 22 juli 1950) is een Nederlandse kunstenares die zich bezighoudt met grafiek (hoogdruk, voornamelijk houtsneden).
Van 1992 tot 1997 heeft Hollemans aan de Academie Minerva in Groningen gestudeerd. Ze is aangesloten bij de Vereniging der Noordelijke Hoogdrukkers "Holt". 
De vele vormen die in het landschap voorkomen probeert Hollemans te laten zien in een houtsnede, meestal uitgevoerd in de zogenaamde legkaarttechniek. Ze maakt hierbij gebruik van één houtplaat, die net als bij een legpuzzel in verschillende stukken wordt gezaagd. Hierdoor kan met verschillende kleuren tegelijk worden afgedrukt.
In haar atelier geeft ze op open dagen demonstraties en uitleg over de werkwijze in de legkaarttechniek. Andere hoogdruktechnieken, zoals de reductie- en deelplaattechniek, kunnen op verzoek worden gedemonstreerd.